# Zapus
Genre
Zapus est un genre de rongeurs de la famille des Dipodidae.

## Liste des espèces
Selon ITIS (30 mai 2016) :
- Zapus hudsonius (Zimmermann, 1780) — Souris sauteuse des champs[2]
- Zapus princeps Allen, 1893 — souris sauteuse de l'Ouest[réf. nécessaire]
- Zapus trinotatus Rhoads, 1895 - souris sauteuse du Pacifique[réf. nécessaire]